# Сота Хирајама
Сота Хирајама (јап. 平山 相太; 6. јун 1985) јапански је фудбалер.

## Каријера
Током каријере је играо за Хераклес, Токио и Вегалта Сендај.

## Репрезентација
За репрезентацију Јапана дебитовао је 2010. године. За тај тим је одиграо 4 утакмице и постигао 3 гола.

## Статистика
| Јапан  | Јапан   | Јапан  |
| Година | Наступи | Голови |
| ------ | ------- | ------ |
| 2010.  | 4       | 3      |
| Укупно | 4       | 3      |